# 起瓦
「起瓦」是個很普遍存在但是缺乏詳細研究的日常現象。自古以來，當書畫裝裱之後常常捲曲成卷軸以方便攜帶與保存，然而當卷軸展開時，卷軸的邊緣會自然形成有如瓦片般的翹曲，故稱「起瓦」。「起瓦現象」不僅出現在紙片，一般的塑膠片或甚至是金屬片捲成卷軸後再展開也會在邊緣出現起瓦。研究「起瓦現象」的成因具有重要的工業與藝術的需求。
參考附註：起瓦─困擾書畫收藏家數百年的物理現象